# Thrichomys pachyurus
Thrichomys pachyurus é uma espécie de roedor da família Echimyidae.
Pode ser encontrada na região do Pantanal, no Brasil e Paraguai.